# Vestenvindsbæltet
Danmark ligger i Vestenvindsbæltet, som ligger nord for passatvindsbæltet på nordlig halvkugle og syd for passatvindsbæltet på sydlig halvkugle. Mens vinden i passatvindsbælterne blæser næsten konstant fra en østlig retning, er vinden i vestenvindsbælterne upålidelig og præget af vandrende lavtryk. Den fremherskende vindretning er vest, og de kraftigste storme blæser fra vest.